# ʔaq̓am
ʔaq̓am /= "deep dense woods"/(poznatiji pod engleskim nazivom St. Mary's Band), jedna od skupina Kutenai Indijanaca koja danas živi kod Cranbrooka u Britanskoj Kolumbiji, Kanada i imaju nekoliko rezervi: Bummers Flat 6, Cassimayooks (Mayook) 5, Isidore's Ranch 4, Kootenay 1 I St. Mary's 1A.
Populacija im iznosi oko 350, ali svega petorica tečnih govornika.